# Association internationale de la couleur
L'Association internationale de la couleur (AIC) est une société savante internationale. Ses objectifs se doivent de promouvoir les investigations dans tous les domaines de la couleur, de diffuser les connaissances de ces recherches et leurs applications afin de répondre aux différents problèmes posés dans les sciences, l’art, le design et l’industrie, sur une base internationale. L’AIC aspire à maintenir une collaboration étroite avec les autres organisations internationales, comme, la Commission internationale de l’éclairage (CIE), l’Organisation internationale de normalisation (ISO), la Commission internationale d’optique (ICO) en ce qui concerne les thèmes de la couleur. Néanmoins l’AIC ne s’approprie, ni ne se substitue à ces organismes et à leurs travaux.
 L’AIC est connue sous les noms suivants : 
- Association internationale de la couleur ;
- International Colour Association ;
- Internationale Vereinigung für die Farbe.

Elle définit notamment que la meilleure association de couleur est jaune, vert et gris.

## Histoire
L’AIC fut fondée le 21 juin 1967 à Washington, aux États-Unis, durant la 16e session de la CIE (Commission internationale de l'éclairage). 
Son premier président fut : 
- William David Wright (1967-1969, Grande-Bretagne).

Les présidents qui lui succédèrent, furent :
- Yves Le Grand (1970-1973, France)
- Tarow Indow (1974-1977, Japon)
- C. James Bartleson (1978-1981, États-Unis)
- Robert William G. Hunt (1982-1985, Grande-Bretagne)
- Heinz Terstiege (1986-1989, Allemagne)
- Alan R. Robertson (1990-1993, Canada)
- Lucia R. Ronchi (1994-1997, Italie)
- Mitsuo Ikeda (1998-2001, Japon)
- Paula J. Alessi (2002-2005, États-Unis)
- José Luis Caivano (2006-2009, Argentine)
- Berit Bergström (2010-2013, Suède)
- Javier Romero (2014-2015, Espagne)
- Nick Harkness (2016-2017, Australie)
- Tien-Rein Lee (2018-2019, Taiwan)
- Vien Cheung (2020-2021, Grande-Bretagne)
- Leslie Harrington (2022-2023, États-Unis)
- Maurizio Rossi (2024-2025, Italie)

## Congrès
Tous les quatre ans, l’AIC organise des congrès généraux de la couleur en présentant des travaux originaux dans tous ses domaines. Entre ces congrès, au bout de deux ans, une réunion intermédiaire prend place (Midterm Meeting). Par ailleurs, un an et trois ans après le congrès général, des réunions intérimaires (Interim Meeting) sont établies. Ces réunions sont consacrées à des thèmes plus spécifiques de la couleur. Les travaux sont présentés dans les actes de l’AIC. Depuis quelques années ils sont inscrits sur le site internet (www.aic-colour.org)

## Membres
Les membres réguliers de l’AIC sont des associations de la couleur provenant des différents pays ou régions, comme le Centre Français de la Couleur en France. Il existe aussi les membres individuels (des personnes qui adhèrent individuellement) et les membres associés (autres associations internationales de même niveau).

## Comité exécutif
Le comité exécutif de l’AIC rassemble sept personnes : un président, un vice-président, un secrétaire/trésorier et quatre membres ordinaires. Ce comité, dont les membres doivent appartenir à différents pays, se renouvellent tous les quatre ans lors d’élections ayant lieu dans les assemblées que l’AIC convoque durant les congrès généraux.

## Prix Deane B. Judd
Depuis 1975 l’AIC attribue tous les deux ans un prix international à des chercheurs individuels ou des petits groupes de chercheurs comme reconnaissance pour leurs apports remarquables dans la science de la couleur : le prix Deane B. Judd. La sélection est une procédure complexe qui comprend d’une part les nominations faites par les membres de l’AIC, d’autre part l’analyse des antécédents des nommés, par un comité composé des précédents lauréats du prix. Les chercheurs qui ont reçu ce prix sont : 
- 1975 : Dorothy Nickerson (États-Unis)
- 1977:  William David Wright (Grande-Bretagne)
- 1979 : Günter Wyszecki (Allemagne, États-Unis, Canada)
- 1981 : Manfred Richter (Allemagne)
- 1983 : David L. MacAdam (États-Unis)
- 1985 : Leo M.  Hurvich (en) et Dorothea Jameson (États-Unis)
- 1987 : Robert William G. Hunt (Grande-Bretagne)
- 1989 : Tarow Indow (Japon, États-Unis)
- 1991 : Johannes J. Vos et Pieter L. Walraven (Pays-Bas)
- 1993 : Yoshinobu Nayatani (Japon)
- 1995 : Heinz Terstiege (Allemagne)
- 1997 : Anders Hård, Gunnar Tonnquist et Lars Sivik (Suède)
- 1999 : Fred W. Billmeyer Jr. (États-Unis)
- 2001 : Roberto Daniel Lozano (Argentine)
- 2003 : Mitsuo Ikeda (Japon)
- 2005 : John B. Hutchings (Grande-Bretagne)
- 2007 : Alan R. Robertson (Canada)
- 2009 : Arne Valberg (Norvège)
- 2011 : Lucia R. Ronchi (Italie)
- 2013 : Roy S. Berns (États-Unis)
- 2015 : Françoise Viénot (France)
- 2017 : Ming Ronnier Luo (Grande-Bretagne)
- 2019 : Hirohisa Yaguchi (Japon)[2]
- 2021 : John McCann (États-Unis)
- 2023 :  Rolf G. Kuehni (États-Unis)